# Kim Kee-hee
Kim Kee-hee (kor. 김기희; * 13. Juli 1989 in Busan) ist ein südkoreanischer Fußballspieler.

## Karriere

### Verein
Das Fußballspielen erlernte Kim Kee-hee in der Schulmannschaft der Bukyeong High School sowie in der Universitätsmannschaft der Hongik University. Seinen ersten Vertrag unterschrieb er 2011 beim Daegu FC. Der Verein aus Daegu spielte in der Ersten Liga, der K League 1. Von September 2012 bis Juni 2013 wurde er zu al-Sailiya, einem Club aus Katar, ausgeliehen. Der Club aus Doha spielte in der Qatar Stars League. Mitte 2013 wechselte er zum Ligakonkurrenten Jeonbuk Hyundai Motors nach Jeonju. Mit dem Club feierte er 2014 und 2015 die Meisterschaft. 2016 verließ er Südkorea und wechselte nach China. Der Erstligist Shanghai Shenhua aus Kangqiao, einem Vorort von Shanghai, nahm ihn bis Februar 2018 unter Vertrag. 2017 wurde er mit dem Club chinesischer Pokalsieger. Nach Beendigung der Vertragslaufzeit wechselte er im Februar 2018 in die Vereinigten Staaten. Hier unterzeichnete er einen Vertrag in Seattle bei den Seattle Sounders. Mit dem Verein, der in der Major League Soccer spielte, gewann er 2019 den MLS Cup. Nach 59 Spielen für die Sounders wechselte er Anfang 2020 zum südkoreanischen Verein Ulsan Hyundai. Der Verein aus Ulsan spielte in der ersten Liga, der K League 1. In seinem ersten Jahr wurde er mit Ulsan Vizemeister. Am 19. Dezember 2020 stand er mit dem Verein im Endspiel der AFC Champions League. Hier besiegte man den iranischen Vertreter FC Persepolis mit 2:1.

### Nationalmannschaft
Von 2011 bis 2012 spielte Kim Kee-hee in der U-23-Nationalmannschaft. Sein größter Erfolg war der Gewinn der Bronzemedaille bei den Olympischen Sommerspielen in London.
Seit 2012 absolvierte er 23 Spiele für die Südkoreanische Fußballnationalmannschaft. Sein Länderspieldebüt gab er am 14. November 2012 in einem Freundschaftsspiel gegen Australien im Hwaseong-Stadion in Hwaseong.

## Erfolge

### Verein
Jeonbuk Hyundai Motors
- Meister der K League 1: 2014, 2015

Shanghai Greenland Shenhua
- Sieger des CFA Cups: 2017

Seattle Sounders
- Sieger des MLS Cups: 2019

Ulsan Hyundai
- AFC Champions League: 2020

### Nationalmannschaft
Südkorea U-23
- Dritter der Olympischen Sommerspiele 2012

Südkorea
- Sieger der Ostasienmeisterschaft 2015

## Auszeichnungen
- K League 1 Best XI: 2015